# 1989 no cinema

## Principais filmes estreados
- The Abyss, de James Cameron, com Ed Harris e Mary Elizabeth Mastrantonio
- Always, de Steven Spielberg, com Richard Dreyfuss, Holly Hunter e Audrey Hepburn
- Australia, de Jean-Jacques Andrien, com Fanny Ardant e Jeremy Irons
- Back to the Future Part II, de Robert Zemeckis, com Michael J. Fox, Christopher Lloyd e Lea Thompson
- Batman, de Tim Burton, com Michael Keaton, Jack Nicholson e Kim Basinger
- Bei qing cheng shi, de Hou Hsiao-Hsien
- Born on the Fourth of July, de Oliver Stone, com Tom Cruise e Tom Berenger
- Casualties of War, de Brian De Palma, com Michael J. Fox e Sean Penn
- The Cook, the Thief, His Wife & Her Lover, de Peter Greenaway, com Richard Bohringer, Helen Mirren e Tim Roth
- Crimes and Misdemeanors, de e com Woody Allen e com Martin Landau, Anjelica Huston e Sam Waterston
- Dead Calm, de Phillip Noyce, com Nicole Kidman e Sam Neill
- Dead Poets Society, de Peter Weir, com Robin Williams, Robert Sean Leonard e Ethan Hawke
- Dias Melhores Virão, de Cacá Diegues, com Marília Pera, Paulo José, Zezé Motta, José Wilker e Rita Lee
- Dip huet seung hung, de John Woo
- Do the Right Thing, de e com Spike Lee e com Danny Aiello e John Turturro
- Driving Miss Daisy, de Bruce Beresford, com Morgan Freeman, Jessica Tandy e Dan Aykroyd
- Drugstore Cowboy, de Gus Van Sant, com Matt Dillon e Heather Graham
- A Dry White Season, de Euzhan Palcy, com Donald Sutherland, Susan Sarandon e Marlon Brando
- The Fabulous Baker Boys, de Steve Kloves, com Jeff Bridges, Michelle Pfeiffer e Beau Bridges
- Fat Man and Little Boy, de Roland Joffé, com Paul Newman, Bonnie Bedelia, John Cusack e Laura Dern
- Field of Dreams, de Phil Alden Robinson, com Kevin Costner, James Earl Jones, Burt Lancaster e Ray Liotta
- Francesco, de Liliana Cavani, com Mickey Rourke e Helena Bonham Carter
- Glory, de Edward Zwick, com Matthew Broderick, Denzel Washington e Morgan Freeman
- Henry V, de e com Kenneth Branagh e com Derek Jacobi, Paul Scofield, Emma Thompson, Judi Dench, Christian Bale e Ian Holm
- Indiana Jones and the Last Crusade, de Steven Spielberg, com Harrison Ford, Sean Connery, Denholm Elliott e River Phoenix
- Jésus de Montréal, de Denys Arcand
- Kuroi ame, de Shohei Imamura
- Lethal Weapon 2, de Richard Donner, com Mel Gibson, Danny Glover e Joe Pesci
- Licence to Kill, de John Glen, com Timothy Dalton, Carey Lowell e Benicio Del Toro
- The little mermaid, filme de animação da Walt Disney Pictures
- Looking for Langston, de Isaac Julien
- Mes nuits sont plus belles que vos jours, de Andrzej Zulawski, com Sophie Marceau
- My Left Foot, de Jim Sheridan, com Daniel Day-Lewis e Brenda Fricker
- Mystery Train, de Jim Jarmusch
- New York Stories, de Woody Allen, Francis Ford Coppola e Martin Scorsese
- Parenthood, de Ron Howard, com Steve Martin, Mary Steenburgen, Dianne Wiest, Jason Robards, Tom Hulce, Keanu Reeves e Joaquin Phoenix
- Recordações da Casa Amarela, de e com João César Monteiro e com Manuela de Freitas e Ruy Furtado
- O Sangue, de Pedro Costa, com Pedro Hestnes, Inês de Medeiros, Luís Miguel Cintra, Canto e Castro e Henrique Viana
- Santa sangre, de Alejandro Jodorowsky
- Sea of Love, de Harold Becker, com Al Pacino, Ellen Barkin e John Goodman
- Sex, Lies, and Videotape, de Steven Soderbergh, com James Spader, Andie MacDowell, Laura San Giacomo e Peter Gallagher
- Si te dicen que caí, de Vicente Aranda, com Victoria Abril e Antonio Banderas
- Steel Magnolias, de Herbert Ross, com Sally Field, Dolly Parton, Shirley MacLaine, Olympia Dukakis, Daryl Hannah, Julia Roberts e Sam Shepard
- Sweetie, de Jane Campion
- Tongues Untied, de Marlon T. Riggs, com Essex Hemphill
- Talvisota, de Pekka Parikka
- Trop belle pour toi, de Bertrand Blier, com Gérard Depardieu e Carole Bouquet
- Valmont, de Miloš Forman, com Colin Firth, Annette Bening e Meg Tilly
- The War of the Roses, de e com Danny DeVito e com Michael Douglas e Kathleen Turner
- When Harry Met Sally..., de Rob Reiner, com Billy Crystal, Meg Ryan e Carrie Fisher

## Nascimentos
| Data            | Nome                 | Profissão                        | Nacionalidade   | Observações | Ref |
| --------------- | -------------------- | -------------------------------- | --------------- | ----------- | --- |
| 3 de Janeiro    | Alexander David Linz | ator                             | Estados Unidos  |             |     |
| 9 de janeiro    | Nina Dobrev          | atriz                            | Bulgária        |             |     |
| 10 de Janeiro   | Tammy Di Calafiori   | atriz                            | Brasil          |             |     |
| 27 de janeiro   | Fabio Grangeon       | ator                             | França / Taiwan |             |     |
| 11 de Fevereiro | Adèle Haenel         | atriz                            | França          |             |     |
| 16 de Fevereiro | Elizabeth Olsen      | atriz                            | Estados Unidos  |             |     |
| 21 de Fevereiro | Corbin Bleu          | ator, dançarino, cantor e modelo | Estados Unidos  |             |     |
| 5 de março      | Jake Lloyd           | ator                             | Estados Unidos  |             |     |
| 5 de Março      | Sterling Knight      | ator e cantor                    | Estados Unidos  |             |     |
| 18 de Março     | Lily Collins         | atriz                            | Reino Unido     |             |     |
| 21 de Março     | Takeru Sato          | ator                             | Japão           |             |     |
| 5 de Abril      | Freddie Fox          | ator                             | Reino Unido     |             |     |
| 19 de Abril     | Simu Liu             | ator                             | Canadá / China  |             |     |
| 29 de abril     | Sophie Charlotte     | atriz                            | Brasil          |             |     |
| 29 de maio      | Brandon Mychal Smith | ator e cantor                    | Estados Unidos  |             |     |
| 27 de junho     | Matthew Lewis        | ator                             | Reino Unido     |             |     |
| 11 de julho     | David Henrie         | ator                             | Estados Unidos  |             |     |
| 23 de julho     | Daniel Radcliffe     | ator                             | Reino Unido     |             |     |
| 15 de agosto    | Joe Jonas            | cantor e ator                    | Estados Unidos  |             |     |
| 20 de agosto    | Joyce Feng           | atriz                            | China           |             |     |
| 21 de agosto    | Hayden Panettiere    | atriz                            | Estados Unidos  |             |     |
| 1 de setembro   | Juliana Lohmann      | atriz                            | Brasil          |             |     |
| 19 de setembro  | Lorenza Izzo         | atriz                            | Chile           |             |     |
| 28 de setembro  | Helder Agostini      | ator                             | Brasil          |             |     |
| 1 de outubro    | Brie Larson          | atriz                            | Estados Unidos  |             |     |
| 4 de outubro    | Dakota Johnson       | atriz                            | Estados Unidos  |             |     |
| 11 de outubro   | Luana Tanaka         | atriz                            | Brasil          |             |     |
| 14 de outubro   | Mia Wasikowska       | atriz                            | Austrália       |             |     |
| 11 de novembro  | Thiago de Los Reyes  | ator                             | Brasil          |             |     |
| 22 de novembro  | Alden Ehrenreich     | ator                             | Estados Unidos  |             |     |
| 6 de dezembro   | Cecília Dassi        | atriz                            | Brasil          |             |     |
| 18 de dezembro  | Ashley Benson        | atriz                            | Estados Unidos  |             |     |
| 30 de dezembro  | Letícia Colin        | atriz e cantora                  | Brasil          |             |     |

## Mortes
| Data           | Nome              | Profissão                         | Nacionalidade  | Observações | Ref |
| -------------- | ----------------- | --------------------------------- | -------------- | ----------- | --- |
| 7 de janeiro   | André Cayatte     | cineasta                          | França         | n. 1909     |     |
| 3 de fevereiro | John Cassavetes   | ator, roteirista e diretor        | Estados Unidos | n. 1929     |     |
| 20 de março    | Dina Sfat         | atriz                             | Brasil         | n. 1938     |     |
| 29 de março    | Bernard Blier     | ator                              | França         | n. 1916     |     |
| 15 de abril    | Charles Vanel     | ator                              | França         | n. 1892     |     |
| 26 de abril    | Lucille Ball      | atriz e comediante                | Estados Unidos | n. 1911     |     |
| 30 de abril    | Sergio Leone      | cineasta                          | Itália         | n. 1929     |     |
| 20 de maio     | Gilda Radner      | atriz e comediante                | Estados Unidos | n.1945)     |     |
| 10 de junho    | Richard Quine     | cineasta                          | Estados Unidos | n. 1920     |     |
| 28 de junho    | Joris Ivens       | cineasta                          | Países Baixos  | n. 1898     |     |
| 10 de julho    | Mel Blanc         | ator dublador e comediante        | Estados Unidos | n. 1908     |     |
| 11 de julho    | Laurence Olivier  | ator, diretor e produtor          | Reino Unido    | n. 1907     |     |
| 20 de julho    | Lauro Corona      | ator                              | Brasil         | n. 1957     |     |
| 24 de agosto   | Bill Shirley      | ator, cantor e produtor de teatro | Estados Unidos | n. 1921     |     |
| 4 de outubro   | Graham Chapman    | ator                              | Reino Unido    | n. 1941     |     |
| 6 de outubro   | Bette Davis       | atriz                             | Estados Unidos | n. 1908     |     |
| 16 de outubro  | Cornel Wilde      | ator                              | Estados Unidos | n. 1915     |     |
| 28 de outubro  | Líbero Miguel     | ator, diretor e dublador          | Brasil         | n. 1932     |     |
| 20 de outubro  | Anthony Quayle    | ator e diretor                    | Reino Unido    | n. 1913     |     |
| 9 de dezembro  | R. G. Springsteen | cineasta                          | Estados Unidos | n. 1904     |     |
| 16 de dezembro | Lee Van Cleef     | ator                              | Estados Unidos | n. 1925     |     |
| 16 de dezembro | Silvana Mangano   | atriz                             | Itália         | n. 1930     |     |